# 福原直英
福原 直英（ふくはら なおひで、1967年7月24日 - ）は男性のフリーアナウンサー。元フジテレビアナウンサーで、アナウンス室副部長を務めた。

## 来歴・人物
東京都出身。東京都立九段高等学校、早稲田大学政治経済学部卒業後、1992年入社。同期アナウンサーは小島奈津子、西山喜久恵。妻は元フジテレビアナウンサーの濱田典子。1男2女の父でもある。
入社後は『FNNスーパーニュース』、『スーパー競馬』、『うまなりクン』、『めざましテレビ』などを経て、2001年10月よりニューヨーク支局に川端健嗣の後任として特派員として異動。特派員時代には『めざましテレビ』・「Look at NewYork」水曜日「OH!MYニューヨーク」、『めざにゅ〜』・「朝イチめざニューヨーク｣のコーナーでニューヨークからの中継を担当し、2004年8月に帰国。
帰国後は『めざましテレビ』月曜 - 水曜ニュース担当（2007年まで競馬のGIレース直前の水曜日は木曜日・金曜日担当の伊藤利尋がピンチヒッター）などを担当。
2005年4月3日より『スーパー競馬』の司会に再登板（通算3度目）。2006年12月10日には朝日杯フューチュリティステークスにて念願のGI初実況となった。その後2008年以降は司会に専念していたが、2013年のオークスで久々にGIレースの実況を担当している。
2008年4月から2011年3月まで、同僚の伊藤利尋に替わり『めざましどようび』の総合司会を杉崎美香と共に務めた。
2009年6月28日付でアナウンス室副部長に昇格したことを明らかにした。
2016年からは『みんなのKEIBA』ではそれまでのスタジオMCからレース実況を担当する。2018年から2021年まで日本ダービーの実況を担当、4回実況したうち、3回福永祐一が勝利している（2022年から倉田大誠が担当）。
フジテレビで同年1月から50歳以上の早期退職者を募集、福原もそれに応募しており、これに伴い同年3月31日をもって退職。現在は競馬番組を通じて交流のあるJRA騎手の武豊の個人事務所「テイク」と業務提携し、幅広い分野で競馬全般の仕事に励んでいる。

## エピソード
- 高校2年の冬、第3回全国高等学校クイズ選手権（日本テレビ系列）で関東ブロック予選（参加人数41448人[6]）を見事突破し、全国大会に進出。準々決勝の「史上初・120人早押しクイズ」で敗れる。
- 大学在学中からテレビ業界と関わっており、テレビ神奈川で放送されていた『おしゃべりトマト』で木曜日のMC担当だった（同僚の青嶋達也も大学時代に番組に出演）。1995年の同番組最終回はフジテレビ入社後であったが、休暇を取って出演。
- 同期の小島、西山同様、鹿内信隆・鹿内春雄・鹿内宏明のいわゆる「鹿内家支配」時代に入社した最後のアナウンサーでもある。
- 大の競馬好きで知られ、志望理由も「競馬中継を担当したいから」。ニューヨーク転勤後も、インターネットで日本の競馬結果を毎回チェックしたり、休日にはアメリカ各地の競馬場を回ったりするほどで、2001年の「うまなりクン」での有馬記念前夜祭スペシャルのためにわざわざ帰国した事もある。
- 2005年7月に行なわれたセレクトセールは「めざましテレビ」ニュース担当として東京と北海道を毎日往復し取材を行った。
- 初めて買った馬券はミスターシービーが優勝した1983年の日本ダービー。友達が競馬予想したのに興味を示した。
- 「スーパー競馬」のホームページ内で思い出のサラブレッド、レースについては多すぎて決められないと書いていたが、思い出の馬券については1986年の第31回有馬記念のものとみられる、「ダイナガリバー－ギャロップダイナ　2－5　81倍」と書いている。
- 「DREAM競馬」（京都・阪神開催 - 関西テレビ制作分）を1991年から2006年まで15年間司会をつとめた宮川一朗太とはニューヨーク転勤前からの友人である。この2人は、コラボレーション放送となった2005年の第66回菊花賞でも共演している。
- 大学在学中は役者もこなしていた。1990年放映のTBSドラマ『予備校ブギ』の第5話冒頭で、主役の緒形直人が演じる上条茂樹の同窓生役として登場。居酒屋での同窓会という場面で、緒形直人の左隣でセリフもしっかりとある役で緒形と絡むのを観ることができる。オープニングタイトルでは本名でクレジットが紹介されている。
- 吉川麻衣子が歌うDEBUT（ウイニングポスト3・PS版のイメージソング）では曲中の実況中継を行っている[7]。
- アメリカ同時多発テロ事件発生直前の2001年8月23日にニューヨークに赴任したが、テロ発生時は、同年からイチローが移籍しMLBアメリカンリーグ西地区で地区優勝争いをしていたシアトル・マリナーズの取材のためシアトル滞在中で、政府により航空機の運行が全て停止される中、4日がかりでニューヨークに戻り取材を行った[8]。

## 現在の出演番組
- 武豊TV!II（2009年4月 - 、フジテレビONE、MC）
- 競馬ブロス（2023年4月 - 、グリーンチャンネル 、MC）

## 過去の出演番組

### フジテレビ入社前
- TVグラフィックおしゃべりトマト (テレビ神奈川)

### フジテレビアナウンサー時代
地上波での報道・情報番組
| 期間                              | 期間                               | 番組名                      | 役職                       | 担当日         |
| --------------------------------- | ---------------------------------- | --------------------------- | -------------------------- | -------------- |
| 1994年10月3日                     | 1995年9月29日                      | FNNニュース2:00             | シフト勤務キャスター       | （交替制）     |
| 1998年3月30日                     | 1999年3月31日                      | FNNスーパーニュース         | スポーツキャスター         | 平日           |
| 1999年4月1日 および 2004年10月4日 | 2001年3月28日 および 2008年3月26日 | めざましテレビ              | 情報キャスター             | 月～水曜日     |
| 2001年10月1日                     | 2004年8月27日                      | めざましテレビ              | ニューヨークレポーター     | 平日           |
| 2003年10月1日                     | 2004年8月27日                      | めざにゅ～                  | ニューヨークレポーター     | 平日           |
| 2003年10月4日                     | 2004年8月28日                      | めざましどようび            | ニューヨークレポーター     | 土曜日         |
| 2004年10月4日                     | 2005年3月30日                      | F2-X                        | 司会                       | 月～水曜日     |
| 2008年4月5日                      | 2011年3月26日                      | めざましどようび            | メーンキャスター           | 土曜日         |
| 2008年7月5日                      | 2010年9月25日                      | めざましどようびメガ        | メーンキャスター           | 土曜日         |
| 2011年4月2日                      | 2016年3月26日                      | FNNスピーク                 | キャスター                 | 土曜日         |
| 2011年10月5日                     | 2012年3月28日                      | FNNレインボー発・あすの天気 | キャスター                 | 隔週水曜日     |
| 2012年4月5日 および 2013年7月4日  | 2012年6月28日 および 2013年9月26日 | FNNレインボー発・あすの天気 | キャスター                 | 木曜日         |
| 2012年10月1日                     | 2012年12月24日                     | FNNレインボー発・あすの天気 | キャスター                 | 月曜日         |
| 2016年4月4日                      | 2022年3月30日                      | めざましテレビ              | ナレーター                 | 月・火・金曜日 |
| 2019年4月4日                      | 2020年9月25日                      | 直撃LIVE グッディ!          | ニュースコーナーキャスター | 木・金曜日     |
| 2019年4月4日                      | 2020年9月25日                      | Live News it!               | 情報キャスター             | 木・金曜日     |
| 2020年9月28日                     | 2021年3月23日                      | FNN Live News days          | キャスター                 | 月・火曜日     |

バラエティ・特別番組・その他
- FNSの日・平成教育テレビ'92（第6回の提供読み）
- スーパー競馬（メイン司会、1994年4月 - 1996年3月、1999年4月 - 2001年8月、2005年4月 - 2007年12月）
- うまなりクン（司会）[1]
- うまッチ!（司会）
- 一攫千金!日本ルー列島（天の声担当）
- FNN九州・沖縄スーパーニューススペシャル2013 きざし～九州・沖縄 これからの課題と展望～（テレビ西日本アナウンサーの出口麻綾とともに司会、FNN九州・沖縄8局共同制作、2013年12月24日放送）
- みんなのKEIBA（2016年1月 - 2021年10月31日、レース実況  2010年1月 - 2015年12月まではサブキャスター）[9]
- BSスーパーKEIBA（BSフジ、2018年10月 - 2022年3月、MC）
- BSフジLIVE プライムニュース
- VS魂（2021年7月 - 2022年3月、コーナー進行）

### フリー転身後
- BSイレブン競馬中継ダートグレード競走特別番組（BS11）
  - ジャパンダートクラシック（2022年（第24回）・2023年（第25回）・2024年（第26回））
  - 羽田盃（2024年（第69回）・2025年（第70回））
  - 東京ダービー（2024年（第70回）・2025年（第71回））
- 『ウマ娘 プリティーダービー』テレビCM「Glories」シリーズ ナレーション（2023年4月）

## 競馬GI実況歴
日本
- NHKマイルカップ（2007年）
- 優駿牝馬（オークス）（2013年 - 2014年、2016年[10] - 2017年）
- 東京優駿（日本ダービー）（2018年[11] - 2021年）
- 天皇賞（秋）（2021年）
- ジャパンカップ（2016年[12] - 2020年）
- 朝日杯フューチュリティステークス（2006年 - 2007年）

海外
- 凱旋門賞（2010年 - 2012年、2016年[13]、2018年 - 2019年）
- ドバイターフ（2018年 - 2019年）
- ドバイワールドカップ（2018年 - 2019年）